# Love.
Love. è il secondo EP del cantante sudcoreano Jay B, pubblicato il 26 gennaio 2022 con lo pseudonimo Def..

## Descrizione
Jay B annuncia l'uscita del suo primo EP con lo pseudonimo Def. il 31 dicembre 2021, pubblicando una storia Instagram con il titolo e la data di inizio dei pre-ordini. Il disco viene messo in vendita per il solo periodo dei pre-ordini, dal 5 al 12 gennaio 2022, ed esce il successivo 26 gennaio sotto Warner Music Korea insieme al video musicale di Sunset With You.
Il disco parla dell'amore e delle emozioni che suscita, e si apre con Again, una collaborazione R&B dall'atmosfera intima e sensuale che vede il rapper Leon rappare in due lingue. Why? abbina i ritmi del sintetizzatore al basso e a riff di chitarra elettroacustica, mentre la terza traccia, I Just Wanna Know, ha atmosfere dance jazz e R&B, con in sottofondo il violoncello e il basso. Like a Fool è la terza collaborazione del cantante con il solista e produttore Junny. In Want U alterna un tempo alto nel ritornello e uno più medio-basso nel ponte. Love. si conclude con Sunset With You, un brano low-tempo, scritto e prodotto da Def., che ne è anche compositore e arrangiatore insieme a Royal Dive, Mirror Boy e Saimon, e ha un'atmosfera sognante data dagli archi e dall'arrangiamento con il sintetizzatore, completata dalle percussioni in sottofondo. Parla di una coppia felice della propria relazione e del desiderio di immortalarne i ricordi.

## Accoglienza
Descrivendo il disco, Nandini Iyengar di Bollywood Hungama ha commentato che "dall'inizio alla fine, è una delizia per coloro a cui piacciono i ritmi indie e alternativi inframmezzati dall'R&B". Bandwagon l'ha inserito nella lista dei migliori album ed EP della prima metà del 2022, spiegando: "Dal punto di vista dei testi, sembra un diario onesto sull'amore e su come sia navigare in quell'emozione complicata, come se qualcuno stesse attraversando tutti gli alti e bassi in tempo reale. Mentre, dal punto di vista sonoro, è semplicemente un mondo di lo-fi e R&B in cui si vuole soltanto nuotare".
È figurato al tredicesimo posto nella lista dei migliori album coreani hip hop e R&B del 2022 stilata da Rolling Stone India, che ha ritenuto che, in Love., "Def. esplora con gusto la magia del romanticismo con la giusta dose di sensualità", impossessandosi dei sensi degli ascoltatori grazie all'orchestrazione vocale e ritenendo che l'esperienza di ascolto fosse elevata dal fluido progredire delle tracce.

## Tracce
1. Again (feat. Leon) – 3:16 (testo: Def., Leon – musica: Royal Dive, Def. Mirror Boy, Saimon, Leon)
2. Why? (왜그래??, Wae geurae?LR) – 3:13 (testo: Def. – musica: Royal Dive, Def. Saimon, Mirror Boy)
3. I Just Wanna Know – 2:52 (testo: Def. – musica: Mirror Boy, Def., Royal Dive, Saimon)
4. Like a Fool (feat. Junny) (바보같이?, Babogach-iLR) – 3:27 (testo: Def., Junny – musica: Mirror Boy, Def., Saimon, Royal Dive, Junny)
5. Want U – 2:52 (testo: Def. – musica: Saimon, Def., Royal Dive, Mirror Boy)
6. Sunset With You – 3:23 (testo: Def. – musica: Saimon, Def., Mirror Boy, Royal Dive)

Durata totale: 19:03

## Personale
- Def. – testi, musiche, arrangiamenti, produzione, direzione creativa
- Mirror Boy – musiche, arrangiamenti, missaggio
- Royal Dive – musiche, arrangiamenti
- Saimon – musiche, arrangiamenti
- Leon – testi (traccia 1), musiche (traccia 1)
- Junny – testi (traccia 4), musiche (traccia 4)
- 528 Hz – registrazione (traccia 6)
- Boost Knob (Park Gyeong-seon) – mastering

## Successo commerciale
Love. ha venduto poco più di 24 000 copie il giorno dell'uscita sia per la classifica Hanteo, sia per la Gaon Chart, e circa 41 000 nella prima settimana secondo la Hanteo. Ha inoltre raccolto 47 primi posti su iTunes ed è figurato nella top 10 in sessanta, mentre Sunset With You ha raggiunto 23 prime posizioni.
Ha debuttato al terzo posto sulla Gaon Weekly Album Chart della settimana 23–29 gennaio 2022; Sunset With You è invece entrata in 152ª posizione sulla Gaon Digital Chart e terza sulla Gaon Download Chart.
Secondo la Gaon Chart, ha venduto 52 724 copie nel mese di gennaio, classificandosi diciottesimo.

## Classifiche
| Classifica (2022) | Posizione massima |
| ----------------- | ----------------- |
| Corea del Sud     | 3                 |